# 26394 Kandola
26394 Kandola è un asteroide della fascia principale. Scoperto nel 1999, presenta un'orbita caratterizzata da un semiasse maggiore pari a 2,4519637 UA e da un'eccentricità di 0,0741089, inclinata di 4,20355° rispetto all'eclittica.